# Dieu de la guerre (film, 2025)
 (juillet 2025).
Si vous disposez d'ouvrages ou d'articles de référence ou si vous connaissez des sites web de qualité traitant du thème abordé ici, merci de compléter l'article en donnant les références utiles à sa vérifiabilité et en les liant à la section « Notes et références ».
Pour plus de détails, voir Fiche technique et Distribution.
Dieu de la guerre (خدای جنگ) est un film iranien produit en 2024, par Owj Arts and Media Organization réalisé par Hossein Darabi et produit par Saeed Saadi. 

## Synopsis
Ce film, écrit par Ehsan Saghafi, relate avec sensibilité un événement historique et contemporain majeur de la guerre Iran-Irak, centré sur Hassan Tehrani Moghaddam. Le personnage d'Hassan Tehrani Moghaddam n'est pas directement présent dans le film, et l'événement est raconté du point de vue de l'un de ses camarades (interprété par Saed Soheili).

## Fiche technique
- Titre original : Khodaye-jang
- Titre original non latin :persan :خدای جنگ
- Réalisation : Hossein Darabi
- Pays de production :  Iran
- Durée : 90 minutes
- Langue originale : persan
- Date de sortie : 2025

## Distribution
- Saed Soheili
- Dariush Kardan
- Hossein Soleimani
- Payam Ahmadinia
- Nader Fallah
- Seyed Mehdi Hosseini
- Mehdi Farizeh
- Daniel Noroush
- Peyman porno
- Ali Delpiché
- Azadeh Seifi
- Abdolreza Nassari
- Bahar Davarzani
- Mohammadreza Sarvestani
- Hooman Darabi
- Ahmad Yavari
- Kobri Goodarzi
- Ammar Chalagh